# Фриз Стокле
Фриз Стокле́ (нем. Stockletfries, Stoclet-Fries, фриз «Древо жизни» (нем. Lebensbaum)) — произведение декоративно-прикладного искусства, трёхчастное мозаичное панно в цельном художественном интерьере обеденного зала брюссельского дворца Стокле, возведённого по проекту Йозефа Хоффмана. Признанный шедевр «золотого периода» творчества Густава Климта и финальная точка развития климтовской орнаменталистики, фриз Стокле несёт на себе отпечаток увлечения художника древнеегипетским, персидским, восточноазиатским и древнехристианским искусством. Фриз Стокле выполнен по эскизам Климта мастерами-ювелирами Венских мастерских в сотрудничестве со специалистами мозаичной мастерской Леопольда Форстнера, керамической мастерской Бертольда Лёффлера и Михаэля Повольны и эмалисток венского художественно-промышленного училища Адель фон Штарк и Леопольдины Кёниг. Климт занимался эскизами для фриза в основном во время своего летнего отдыха на Аттерзе в 1908 и 1909 годах.
Фриз Стокле размещён на двух продольных и одной торцевой стенах обеденного зала дворца. Продольные панно объединены единым мотивом золотого древа жизни, возвышающегося в центре покрытой цветами садовой лужайки с розовым кустом, облюбованным бабочками. На его ветвях в форме завитков, заполнивших всё пространство изображения, кое-где восседают чёрные соколы египетского бога Гора. На правом от входа, западном панно, которое носит также название «Ожидание», ближе к окнам изображена танцовщица в роскошном наряде и украшениях, а напротив неё, на левом панно — обнимающиеся влюблённые, это панно называется «Упоение». Великолепное просторное одеяние мужчины почти полностью скрывает хрупкую фигурку обнимающей его женщины, одетой в платье в цветочек. Торцевое панно по центру стены у входных дверей носит название «Рыцарь» и представляет собой абстрактный вертикально вытянутый мозаичный прямоугольник.
Для трёх частей фриза понадобилось пятнадцать мраморных плит высотой два метра и шириной один метр, по семь на каждое продольные панно и одна плита — под «Рыцаря». Материальные затраты на изготовление фриза превысили вдвое стартовый капитал Венских мастерских. Для «танцовщицы» в Венских мастерских были изготовлены настоящие украшения из травлёного золота и других благородных металлов с инкрустациями из жемчуга и полудрагоценных камней. На земле из золотых и серебряных мозаичных камней на цветочной лужайке высадили сотни разноцветных эмалевых цветов, некоторые из них имеют черешки из травлёного металла. Такие же стебли образуют структуру розовых кустов, на которые нанизаны бесчисленные зелёные эмалевые листья и розовые бутоны из белого стекла с изящно прорисованными красным цветом лепестками. Чёрные соколы и красные или синие бабочки, как и цветы с глазами Гора на ветвях древа жизни — аппликации из покрытой цветной глазурью обожжённой керамики, которые придают панно рельефность.

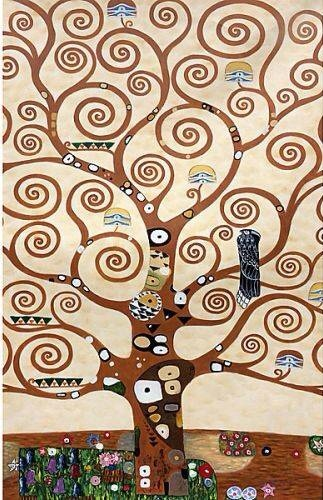
Древо жизни
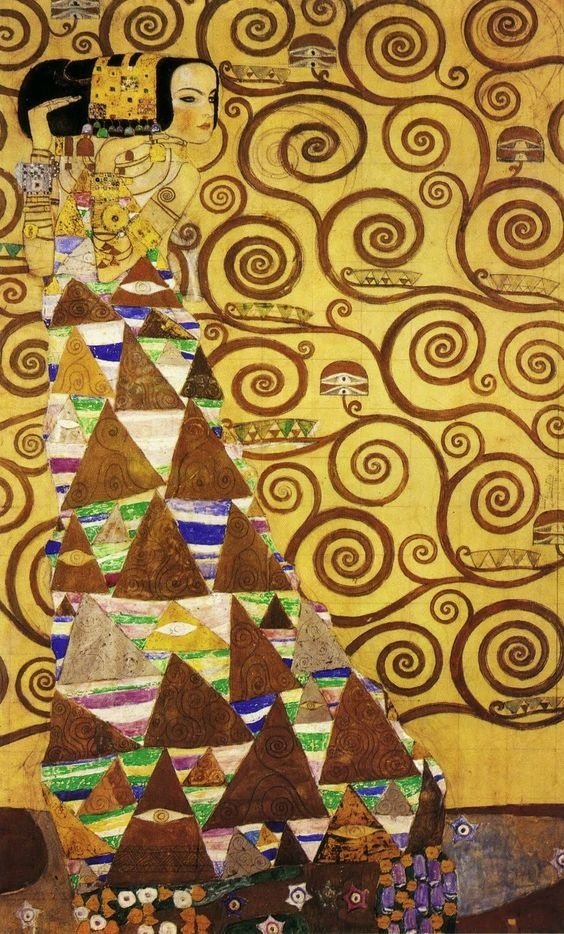
Ожидание
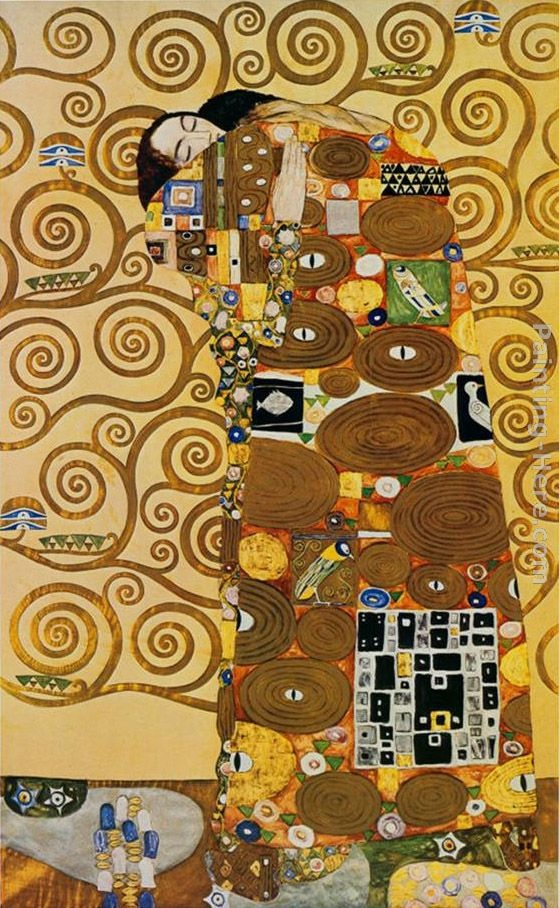
Упоение
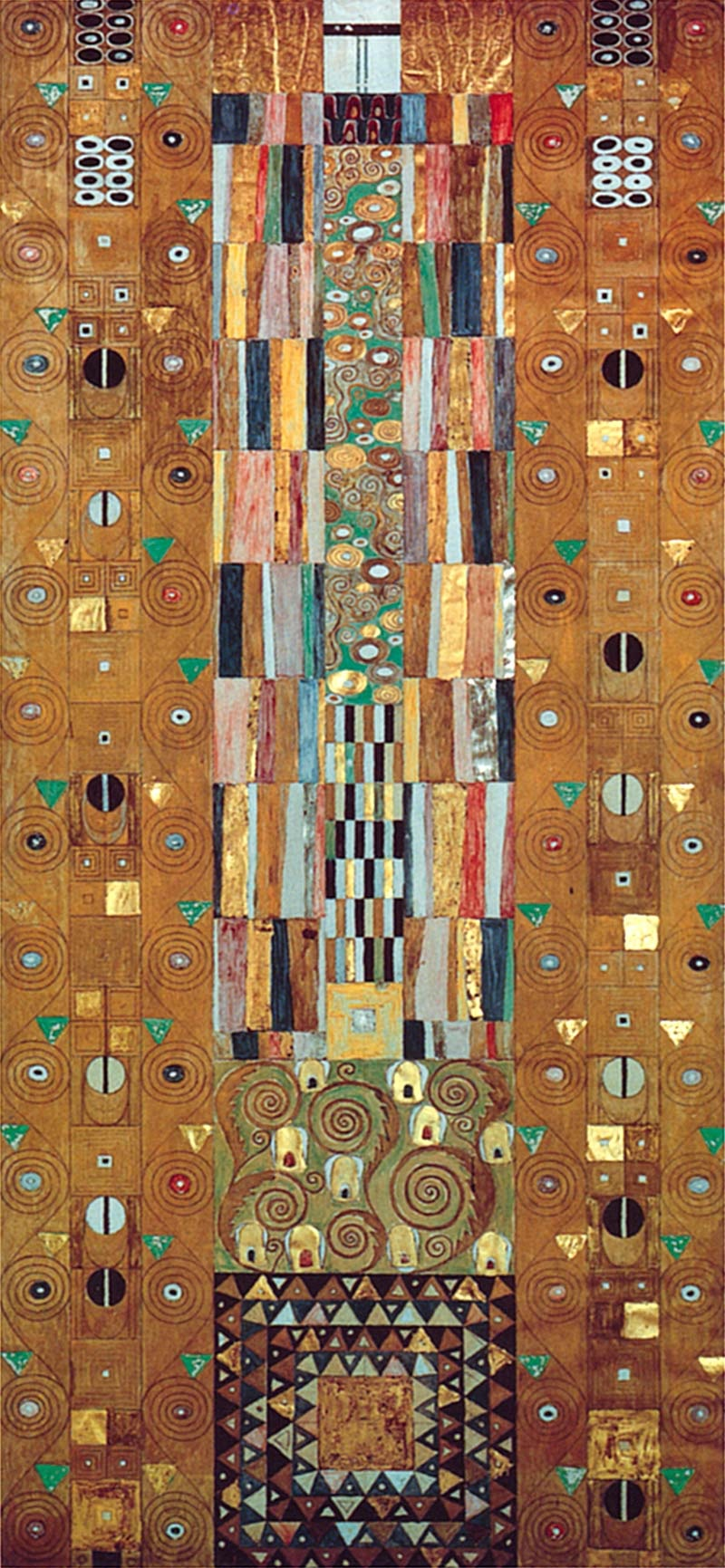
Рыцарь